# Pteroplax cornutus
Pteroplax cornutus (лат.) — род вымерших рептилиоморф из семейства Eogyrinidae отряда эмболомеров. Единственный представитель рода Pteroplax. В ископаемом состоянии известен из отложений каменноугольного периода Великобритании.

## Описание
Вид первоначально описан по ископаемым остаткам позвонков и рёбер. Другие части скелета, найденные в тех же отложениях, принадлежали другим видам земноводных и рыб. Интерцентры[что?] позвонков имеют одинаковую толщину в дорсальной и вентральной частях. Интенсивность окостенения интерцентров вероятно зависит от положения позвонка в позвоночном столбе или возраста особи. Рёбра соединяются с позвонками с помощью двух суставов, что характерно для ранних четвероногих.
Обитал в мелководных водоёмах болотного типа или реках. Питался рыбой.